# Maroon 5
Maroon 5 (англ. Мару'н Фа'йв) — американський поп-рок-гурт, створений у Лос-Анжелесі, Каліфорнія. Гурт утворився 1995 року під назвою Kara's Flowers. До його складу входили вокаліст і ритм-гітарист Адам Левін, клавішник Джессі Кармайкл, бас-гітарист Міккі Медден та ударник Райн Дусік. 1997 року вийшов перший альбом гурту «The Fourth World». 2001 року з приходом гітариста Джеймса Валентайна гурт перейменували на «Maroon 5». Наступний рік у житті музикантів був ознаменований виходом дебютного альбому «Songs about Jane». Серед найвідоміших хітів альбому: «Harder to Breathe», «This Love», «She Will Be Loved» і «Sunday Morning». Цей альбом мав великий успіх і став золотим, платиновим і мультиплатиновим у багатьох країнах.
Вже маючи статус зіркового гурту, Maroon 5 випускають свій другий студійний альбом «It Won't Be Soon Before Long» у травні 2007 року, через п'ять років після виходу Songs about Jane. Другий альбом гурту дебютував на першому місці в списку Billboard 200. Альбом отримав платинову сертифікацію, і тільки в США було продано близько 1,6 мільйона його копій. Влітку 2010 гурт випустив третій студійний альбом «Hands All Over» із синглом «Misery».

## Історія

### Kara’s Flowers і створення Maroon 5 (1994—2002)
Четверо жителів Лос-Анжелеса — Левін, Медден, Кармайкл і Дусік — навчались в одній школі, тому для них все почалося зі шкільної дружби та захоплення рок-музикою. В середині 90-х музиканти-початківці об'єднались в рок-команду. Тоді вони називались Kara's Flowers і основним полем діяльності обрали інді-рок. Перший офіційний концерт Kara's Flowers відбувся у вересні 1995 року в лос-анжелеському клубі «The Whisky». Свідками цього дебюту стали декілька сотень відвідувачів клубу, котрі оцінили перш за все темперамент і енергетику команди, а вже потім звернули увагу на приємну суміш поп-музики, панку та року. Відшліфувавши написаний матеріал на сценах Лос-Анжелеса та його округів, в 1997 році Kara's Flowers підписали контракт із лейблом Reprise Records і взялися до запису дебютного альбому. В студії ними опікувався продюсер Роб Кавальо (Rob Cavallo). Альбом "The Fourth World" був готовий влітку 1997 року і його тепло зустріла музична преса. Критики називали його хорошим прикладом альтернативної рок-музики кінця 90-х. "The Fourth World" отримав і деякий відгук в студентській аудиторії, але великого успіху не мав. Дебютний запис команда підтримала гастрольним туром на розігріві у гуртів Reel Big Fish і Goldfinger.
Подальший рух чомусь уповільнився. Щось в музикантів не заладилось і вони почали думати про рішучу зміну свого звучання. Першим кроком став вихід з-під опіки Reprise Records, роки експериментів, дослідження нових можливостей. Саме на цьому етапі в колективі з’явився ще один гітарист Джеймс Валентайн. Поступово вимальовувалось і нове звучання, яке схрестило соул, поп, рок-н-рол і ритм-н-блюз. Взявши за основу свій початковий звук, музиканти модифікували його в традиціях таких команд, як Weezer і Nada Surf. З’явились пісні з раніше не характерним для групи звучанням — «This Love», «Sunday Morning», «Secret» і «Not Coming Home». Внаслідок вони склали кістяк альбому «Songs About Jane», з яким музиканти дебютували в новому складі і під новою назвою Maroon 5. Пізніше Адам Левін, сміючись, зізнавався в інтерв’ю про причини відмови від назви групи Kara's Flowers:
|  | Коли ти придумуєш назву для групи в 15 років, то напевне в 23 тобі буде здаватися, що вона цілком дурнувата. |

### Альбом «Songs About Jane» і вихід з групи Райана Дусіка (2002—2006)
В пошуках нового рекордингового покровительства, Maroon 5 домовлялись про прослуховування з менеджерами багатьох лейблів. Перевагу врешті-решт було віддано щойно заснованому незалежному лейблу Octone Records, розміщеному в Нью-Йорку.
Записувати свій новий дебют квінтет вирішив в Лос-Анджелесі, де шефство над ними взяв відомий продюсер Метт Уоллес (Matt Wallace), який продюсував Train, Blues Traveler, Third Eye Blind і Faith No More. Основна студійна робота проходила в авторитетній студії Rumbo Recorders, де в свій час працювали такі зірки, як Guns N’ Roses, The Smashing Pumpkins, Tom Petty and the Heartbreakers, Stone Temple Pilots і John Mellencamp.
25 червня 2002 року альбом «Songs About Jane» був презентований публіці.
Проводячи більшу частину часу в рідному Лос-Анджелесі, Maroon 5 регулярно виходили на сцену ведучих клубів міста з сольними концертами, а також розігрівали публіку перед виступами Мішель Бранч, Evan & Jaron, Нікки Кости (Nikka Costa) та інших виконавців. Разом зі ще одною молодою командою Sugar Ray вони відкривали концерти Matchbox Twenty в рамках їх американського турне.
Мало-помалу музикантам вдалось обзавестись достатньою кількістю прихильників, щоб промо-сингл «Harder to Breathe» всерйоз і надовго влаштувався в чартах. Сталось це, щоправда, лише через півроку після релізу, на початку 2003 року. Живі виступи і розкрутка на радіо принесли свої плоди: трек фінішував під п’ятим номером в мейнстрім-чарті, попав в Тор 30 рейтингу сучасного року і піднявся на 18 лінійку в чарті Billboard Hot 100. Підштовхуваний цим успіхом, альбом «Songs About Jane» відмітився на 102 позиції The Billboard 200 і очолив рейтинг Top Heatseekers.
Неочікуваний успіх «Harder To Breathe» привернув масу уваги до їх наступного синглу «This Love», і він умудрився стать справжньою сенсацією — він не лише зміг одночасно очолити хіт-паради VH1, MTV і топ-40 на радіо, але і став першим платиновим синглом серед офіційно скачуваних треків. В результаті альбом «Songs About Jane» розійшовся накладом понад 3 млн. примірників. На групу посипались різні призи й нагороди — «Прорив року» на MTV Europe Music Awards, три нагороди журналу «Біллборд» і дві номінації на премію «Греммі», одна з яких — за найкращий вокал на третьому синглі з альбому «Songs About Jane» під назвою «She Will Be Loved». Ще іншими синглами цього альбому були «Must Get Out» і «Sunday Morning».
У вересні 2003 року для Maroon 5 настав час відправитись в перший справжній тур вже на правах хедлайнерів. Цей концертний забіг команди по Сполученим Штатам протривав два з чимось місяці. На розігріві в п’ятірки виступав співак і композитор Гевін ДеГроу (Gavin DeGraw). 
В середині 2004 року Maroon 5 випустили невеликий подарунок для прихильників — акустичний міні-альбом «Acoustic 1.22.03», який за півроку продаж розійшовся накладом в 500 тисяч примірників. За результатами гастрольного туру 2005 року хлопці випустили концертний альбом «Live Friday the 13th», комплект з компакт-диску і DVD з записом повного концерту групи.
За час тривалих турне ударник групи Райан Дусік переніс декілька травм і в результаті досяг такого стану, в якому не міг грати на ударних. Він декілька разів брав відстрочку від гастролей, і йому щоразу знаходили тимчасову заміну — однак у вересні 2006 року Дусік офіційно залишив групу назовсім. Метт Флінн, взятий за декілька місяців до цього як тимчасовий учасник, волів залишитися з групою на постійній основі.

### Альбом «It Won’t Be Soon Before Long» (2007—2008)
В березні 2007 року вийшов другий альбом групи «It Won't Be Soon Before Long». Перший же сингл з нього — «Makes Me Wonder» — очолив американські чарти продажів (Billboard Hot 100). Назва альбому, яку приблизно можна перекласти як «Це буде нескоро», був натхненний фразою, якою учасники групи підбадьорювали одне одного під час безкінечних гастролей. На новій пластинці група помітно змінила своє звучання — музиканти зізнались, що альбом писався насамперед під враженням від творчості таких музикантів 80-х років, як Прінс (Prince Rogers Nelson), Майкл Джексон (Michael Jackson) і Talking Heads. Іншими синглами з цього альбому були «Won’t Go Home Without You», «Wake Up Call», «Goodnight Goodnight» і «If I Never See Your Face Again» з участю співачки Ріанни.
Наступний рік був відмічений для групи випуском концертника «Live from SoHo» і збірника реміксів «Call & Response: The Remix Album». Адам Левін встиг попрацювати також в дуетах з Алішею Кіз (Alicia Keys) і Каньє Вестом (Kanye West).

### Альбом «Hands All Over» і сольні проєкти Адама Левіна (2009—2012)
У 2009 року колектив відправився в Швейцарію на запис нового альбому «Hands All Over», який вийшов 21 вересня 2010 року. Першим синглом з альбому була композиція «Misery», реліз якої відбувся 22 червня 2010 року.
21 червня 2011 року в рамках телешоу The Voice відбулась прем’єра пісні «Moves Like Jagger», створена з участю поп-співачки Крістіни Агілери. Maroon 5 і Крістіна Агілера виконали її в живу, в цей же день пісня вийшла в продажу як сингл на iTunes. Сингл досяг першого місця в чарті Billboard Hot 100, став першим дебютом рок-групи Maroon 5 і Крістіни Агілери в гарячій десятці з часів пісень «Makes Me Wonder» 2007 року і «Keeps Gettin' Better» 2008 року відповідно.
Крім того, Адам Левін продовжив свої сольні проєкти і взяв участь в дуеті з групою Gym Class Heroes при створенні синглу «Stereo Hearts», який досяг четвертого місця в чарті Billboard Hot 100 і першого місця в чарті Pop Songs Billboard.

### Альбом «Overexposed» і «тимчасовий відхід» з групи Джессі Кармайкла (2012—2014)
Приклад сольної кар’єри Адама Левіна виявився заразним для інших учасників групи, внаслідок чого 9 березня 2012 року на офіційному сайті Maroon 5 з’явилось повідомлення про тимчасовий відхід з групи клавішника Джессі Кармайкла. В повідомленні вказувалось, що Джессі Кармайкл взяв тимчасову перерву для того, щоб присвятити більше часу музичному навчанню і «мистецтву зцілення». Разом з тим решта учасників, разом із запрошеним клавішником PJ Morton, повідомили про готовність продовжити виступи і про те, що розпочали записувати четвертий студійний альбом «Overexposed». Вихід нового альбому відбувся 26 червня 2012 року. Виконавчим продюсером альбому виступив Макс Мартін, який до того активно співпрацював з такими виконавцями як Backstreet Boys, ’N Sync, Брітні Спірс, Pink і Kesha. Новий альбом значно відрізняється за звучанням від попередніх робіт групи. В такому ж ключі висловився про новий альбом і гітарист групи Джеймс Валентайн:
|  | Сингл "Moves Like Jagger" став нашим першим досвідом роботи зі сторонніми авторами, і ми вирішили продовжити його на новому альбомі. На цьому етапі нашої кар’єри нам було корисно щось змінити в творчому процесі, і ці зміни дали плоди. Ми хотіли, щоб альбом звучав сучасно, але з елементами поп-музики найбільш ранніх її періодів. Це найбільш попсовий альбом за всю історію групи, і ми цього не соромимось. |

## Цікаві факти
- Одна з пісень групи, «Woman», є саундтреком до фільму «Людина-павук 2»[7].
- 22 березня 2011 року Maroon 5 і Coca-Cola влаштували музичну акцію «24hr Session». Протягом 24 годин група придумала і записала пісню «Is Anybody Out There». Всі охочі могли спостерігати і брати безпосередню участь в процесі створення треку в режимі онлайн. Пісня стала доступною для прослуховування 1 квітня 2011 року[8].
- Пісня «Moves Like Jagger», виконана Maroon 5 спільно з Крістіною Агілерою (Christina Aguilera), — перша пісня в чарті Billboard Hot 100, яку заспівали два переможці щорічної церемонії «Греммі» в номінації Найкращий новий виконавець[9].
- У 2011 році група спільно з Роззі Крайн (Rozzi Crane) записала пісню «Come Away to the Water», яка є одним з саундтреків до фільму «Голодні ігри»[10].

## Дискографія
- 2002 — «Songs About Jane»
- 2007 — «It Won't Be Soon Before Long»
- 2010 — «Hands All Over»
- 2012 — «Overexposed»
- 2014 — «V»
- 2017 — «Red Pill Blues»
- 2021 — «JORDI»